# 若宮健
若宮 健（わかみや けん、1940年 - ）は、日本のノンフィクション作家。

## 来歴
秋田県出身。1962年、トヨタのディーラーに入社。メカニックを1年、営業マンを13年、営業所長を5年経験。1980年に、営業マンの栄誉である新車1000台販売の表彰をトヨタ自動車より受賞。
独立して中古車ディーラーを立ち上げ、新車はトヨタと三菱を販売。ユニークな経営手法で注目を浴び『週刊文春』等で紹介されるも、事業からは撤退。その後は、損保の代理店（日新火災）、社長秘書、作家を志してから、タクシードライバーを経験。タクシードライバーの経験は、執筆には大いに役立っている。1998年『夕刊フジ』に連載を執筆。
2008年7月ニューヨークに行き、日本人のイエロー・キャブ・ドライバーを取材した『TAXI・ニューヨーク』を上梓。
2006年12月テレビ東京『マヨカラ』、2007年8月テレビ朝日『Jチャンネル』にゲスト出演。日本文化チャンネル桜に2011年2月3回出演。そのうちの1回のアクセスが75万回を超えている。
自身の体験をもとにした講演活動も行っており、自動車関係から呉服の販売会社まで幅広く講演活動を行っている。主な講演テーマは「営業には机上の空論は通用しない」、「自動車販売会社の経営から撤退まで」など。講演ではデール・カーネギーの「体験談に勝るトークは無し」を実践し、執筆や講演活動を通じて「一隅を照らす」をモットーとしている。
近年は、パチンコ依存症問題に取り組んでいる。2006年8月、韓国がパチンコを禁止したことを国内では初めてスクープした。現地取材のリポートを自身のホームページから発信し、「若宮健リポート」としてネットで紹介された。パチンコ依存症を扱った著書を出版したほか、日本でもパチンコを韓国のように法律で禁止するべきと主張している。さらに近年は、カジノ反対に取り組み大阪などで講演も行っている。
2010年12月2日発売の『なぜ韓国は、パチンコを全廃できたのか』（祥伝社）が、発売3ヶ月で12刷８万部となる。中央公論新書大賞９位に入賞。マスコミ、政治家、警察官僚を批判し、韓国がパチンコを禁止できた原因を追究している。書評は、朝日新聞2011年1月23日、産経新聞1月23日、しんぶん赤旗2月6日、東京新聞2月25日、中日新聞1月25日に掲載された。

## 人物
- 過去にスポーツで、選手としての出場経験はボクシング、スキーなど、水泳も得意としている。国内のラリーにも出場経験あり。小型船舶２級免許。大型２輪免許。

- 座右の銘は「失意泰然、得意冷然」

## 著書
- 『タクシードライバーほど素敵な商売はない』（エール出版）1997年3月
- 『タクシードライバー千夜一夜物語』（K&Kプレス）2000年9月
- 『失敗から学ぶ』（花伝社）2004年2月
- 『打ったらハマるパチンコの罠 (PART1) 』（社会批評社）2006年10月
- 『打ったらハマるパチンコの罠 (PART2) 』（社会批評社）2008年5月
- 『TAXI・ニューヨーク』（花伝社）2009年3月
- 『打ったらハマるパチンコの罠』 (PART1) 新装増補版（社会批評社）2010年10月
- 『なぜ韓国は、パチンコを全廃できたのか』（祥伝社）2010年12月
- 『カジノ解禁が日本を滅ぼす』（祥伝社）2011年10月
- 『パチンコに日本人は20年で540兆円使った』（幻冬舎）2012年2月